# Sint-Stefanuskerk (Melsen)

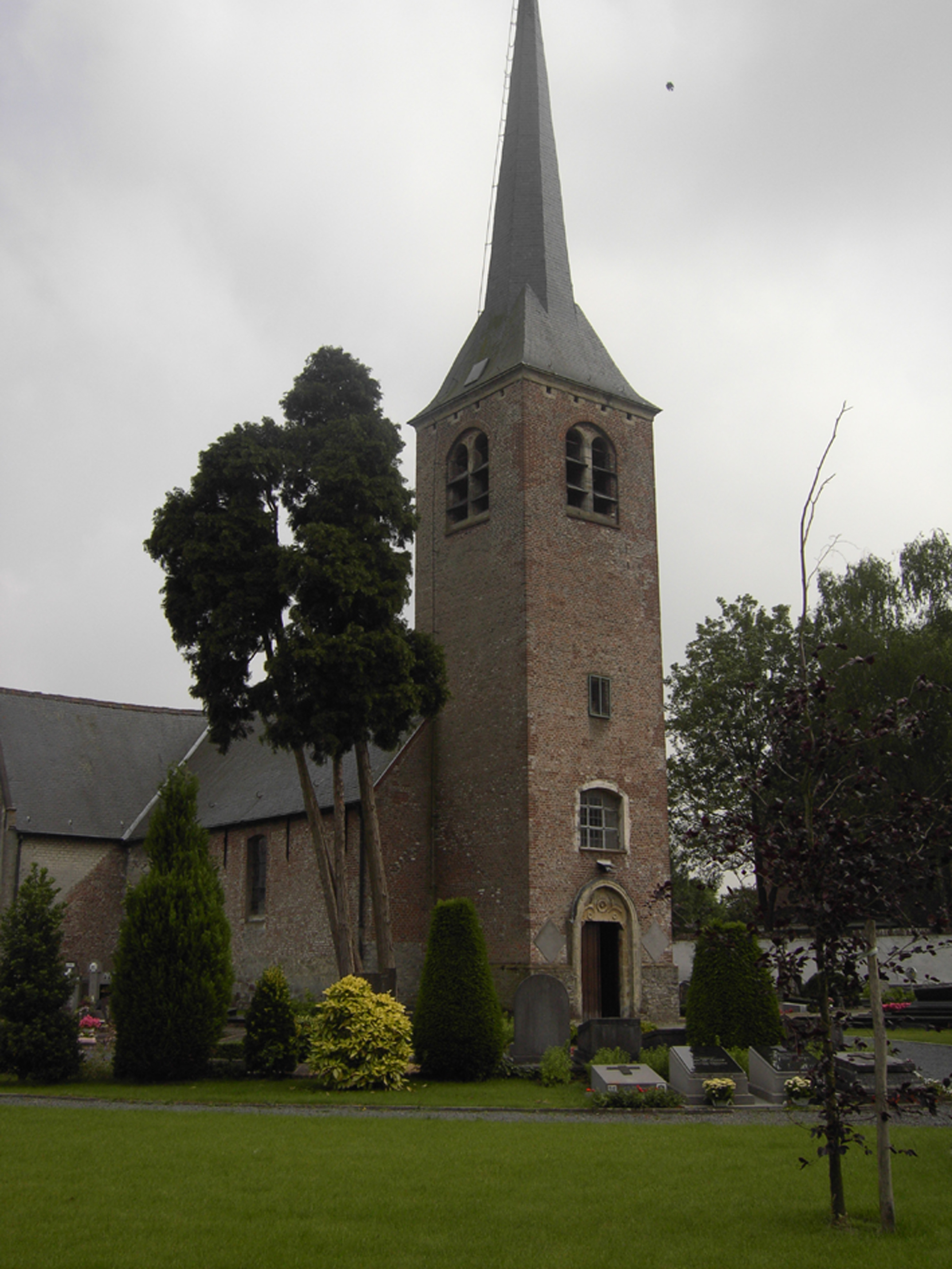
Sint-Stefanuskerk

De Sint-Stefanuskerk is de parochiekerk van de tot de Oost-Vlaamse gemeente Merelbeke-Melle behorende plaats Melsen, gelegen aan Melsenstraat 8.

## Geschiedenis
In 1117 was voor het eerst sprake van een kerk. Waarschijnlijk was dit een eenbeukig romaans kerkje dat in breuksteen was opgetrokken. In de eerste helft van de 15e eeuw werd een transept in Balegemse steen toegevoegd. In 1654-1655 werd de kerk hersteld en ingrijpend gewijzigd waarbij het koor werd vergroot en een vierkante westtoren werd aangebouwd.
In 1918 werd het zuidelijk transept beschadigd door oorlogshandelingen.

## Gebouw
In het eenbeukig kerkschip zijn nog romaanse muurresten aanwezig. Het transept is in gotische stijl met zandstenen puntgevels. Het vlak afgesloten koor is van 1655.

## Interieur
Het interieur wordt overkluisd door tongewelven. De lambrisering en twee biechtstoelen zijn van 1773-1775. Er is een classicistische preekstoel en een 15e-eeuws zandstenen doopvont.

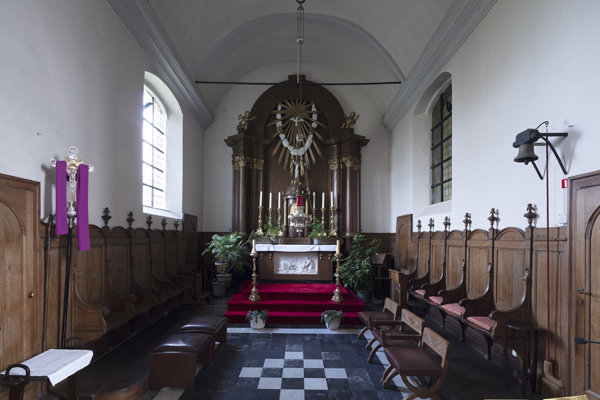
Interieur - het koor
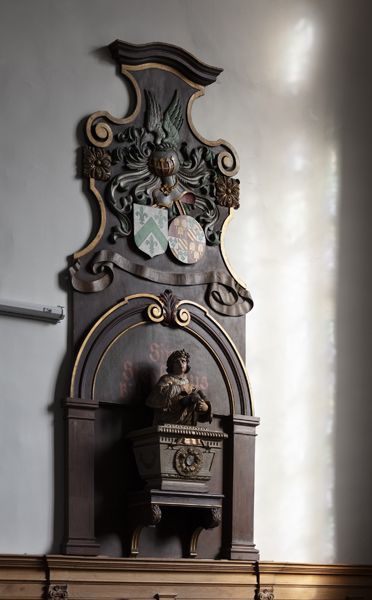
Reliekschrijn H. Stefanus
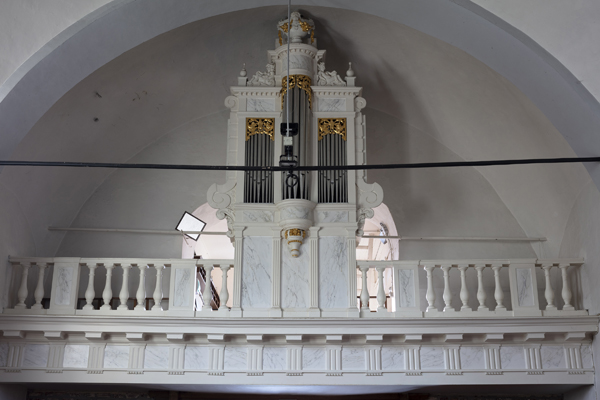
Orgel
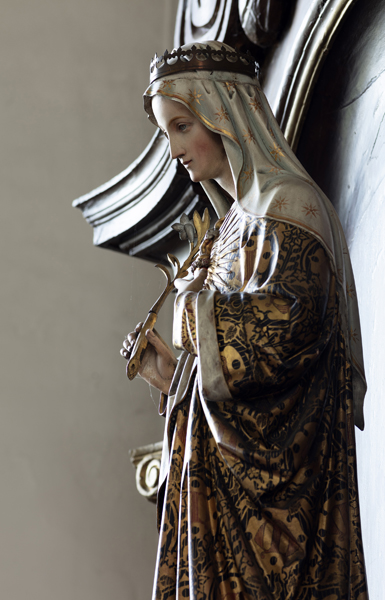
Mariabeeld
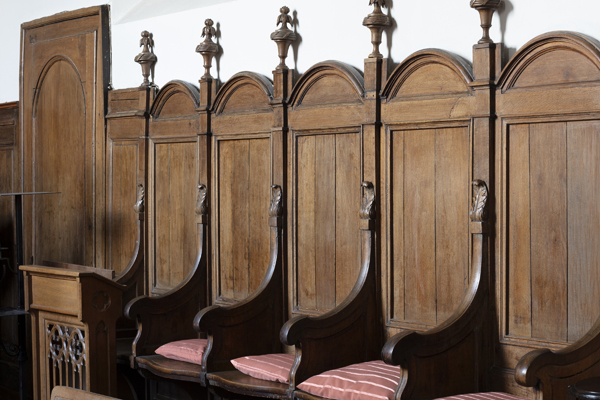
Koorgestoelte